# Baruj Benacerraf
Baruj Benacerraf (n. 29 octombrie 1920, Caracas, Venezuela – d. 2 august 2011, Boston, Massachusetts, SUA) a fost un medic american de origine venezueleană, profesor universitar la New York și Boston, laureat al Premiului Nobel pentru medicină sau fiziologie în anul 1980  împreună cu Jean Dausset și George D. Snell.

## Viața
Baruj Benacerraf s-a născut la Caracas în anul 1920 intr-o familie de evrei sefarzi originari din Africa de Nord. Tatăl său era un comerciant de covoare născut în Marocul Spaniol, iar mama sa s-a născut în Algeria și fusese crescută  în cultura franceză. La vârsta de cinci ani familia sa pleacă  la Paris unde rămâne până în 1939. În 1940 emigrează în Statele Unite. În anul 1943 devine cetățean american. Este profesor universitar la New York și Boston. Face cercetări de microbiologie, patologie, imunologie și oncologie. Specializat în imunogenetică, a descoperit și inaugurat studiul factorilor genetici în reglarea activității celulelor imunitare.
Fratele său, Paul Benacerraf, este filozof.